# Robinson Crusoe

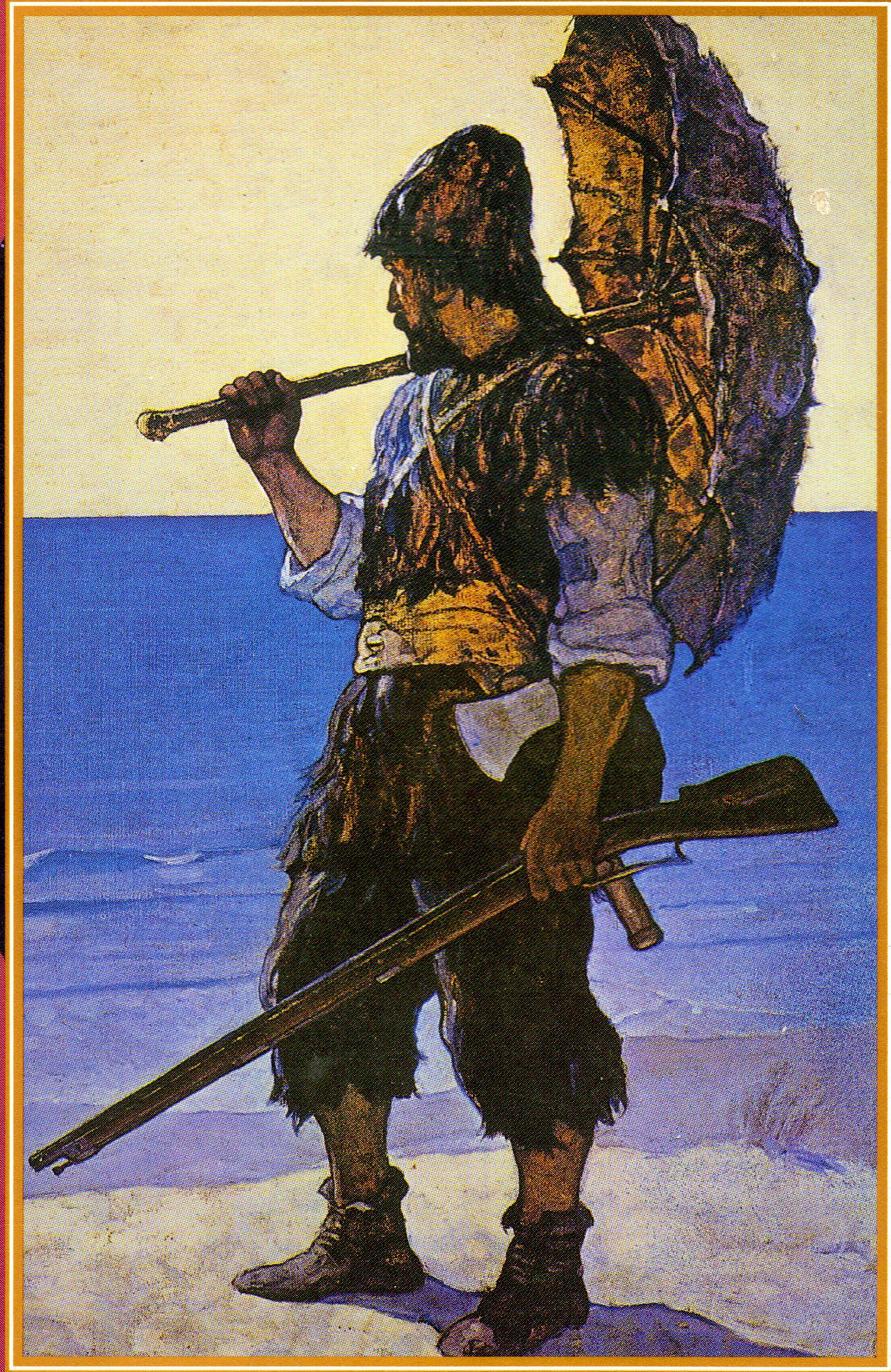
Robinson raffigurato da Newell Convers Wyeth.

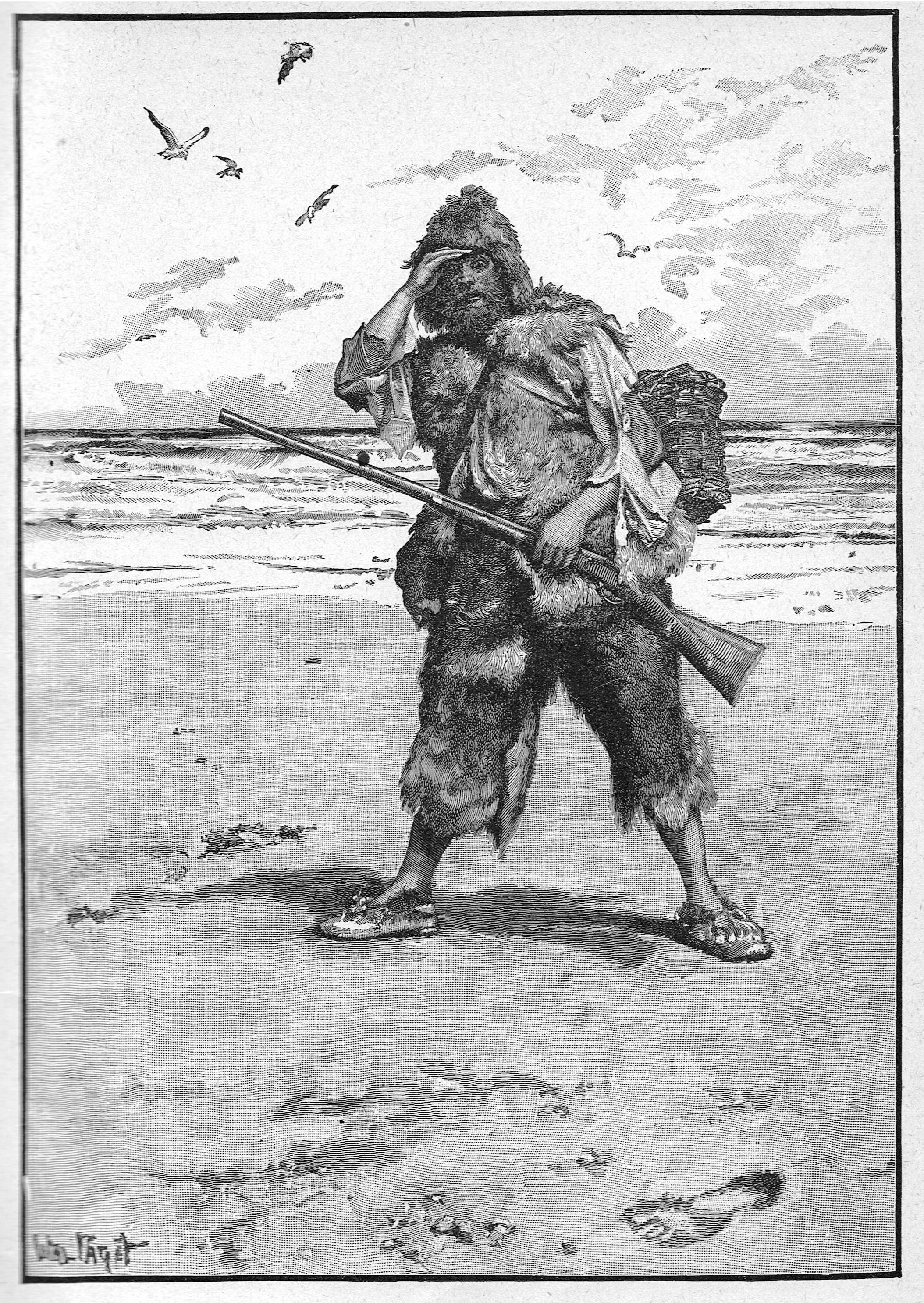
Robinson trova l'impronta di un piede sulla spiaggia. Secondo Stevenson, un esempio di "momento culminante" nella letteratura. Disegno di Walter Paget.

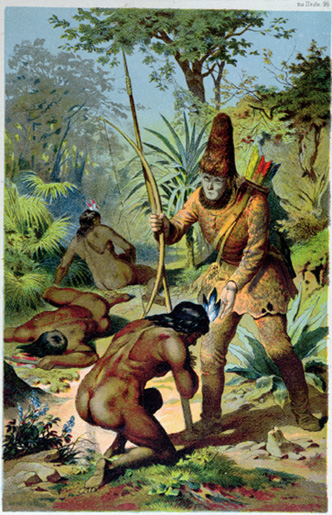
Robinson salva Venerdì.

La vita e le strane sorprendenti avventure di Robinson Crusoe (The Life and Strange Surprising Adventures of Robinson Crusoe), per semplicità anche noto come Robinson Crusoe (pronuncia inglese /ˈrɒbɪnsən ˈkruːsoʊ/), è un romanzo di Daniel Defoe, pubblicato il 25 aprile 1719.
La prima edizione riportava il protagonista come autore, inducendo molti lettori a fraintenderlo come una persona reale e l'opera come un libro di viaggi con episodi veri.
Scritto in forma diaristica, confessionale e didattica, il libro è presentato come l'autobiografia del protagonista, un naufrago che trascorre 28 anni della sua vita su una deserta isola tropicale, vicina alle coste del Venezuela e di Tobago, dove incontra cannibali, prigionieri e ammutinati prima di essere salvato. La storia parve essere ispirata da Alexander Selkirk, un naufrago scozzese che sopravvisse per quattro anni su un'isola dell'Oceano Pacifico. L'opera è spesso indicata come il capostipite della moderna narrativa realista, del romanzo d'avventura come genere letterario, oltre a contendersi il posto di primo romanzo della letteratura inglese.

## Trama
Robinson Crusoe è figlio di un mercante tedesco di Brema (il cui cognome originale è Kreutznaer) emigrato in Inghilterra e sposatosi con una donna inglese di York.
Nato nel 1632 nella città portuale, il padre lo educa severamente alla nuova condizione di rappresentante cadetto della classe media e vuole che in futuro diventi un avvocato; il giovane però, da sempre fortemente appassionato alla vita di mare, decide appena compiuti diciannove anni di andar contro le direttive paterne, fermamente contrarie ai suoi «istinti di viaggio», e quindi di imbarcarsi per esplorare il mondo e conoscere nuovi orizzonti, come nell'oceano Atlantico e nelle isole Canarie.
In uno dei suoi primi viaggi al largo delle coste del Maghreb viene fatto prigioniero dai pirati, rimane così schiavo alla loro mercé per ben due anni; riesce infine a fuggire dal porto marocchino di Salé assieme ad altri arabi, tra cui il giovane Xury, costeggiando la costa atlantica africana in direzione sud.
Incontrato un capitano della marina portoghese, dopo avergli consegnato Xury (sotto la promessa di liberarlo dopo 10 anni di servizio e, soprattutto, dopo che il ragazzo si fosse convertito all'unica vera religione, ossia quella cristiana) si fa trasportare fino in Brasile, al di là quindi dell'oceano Atlantico, dove riesce a prendere la guida di una piantagione di canna da zucchero grazie alle sue peculiari abilità commerciali.
Torna successivamente in mare in direzione della Guinea, con l'intento di catturare degli africani da far schiavi; la nave su cui viaggia però affonda al largo del Venezuela a causa di una terribile tempesta caraibica, finendo per arenarsi su un'isola sconosciuta presso la foce del fiume Orinoco.
Robinson, unico sopravvissuto di tutto l'equipaggio, riesce a salvare dei moschetti e diversi pezzi di utili attrezzature dal relitto prima che questo venga completamente distrutto dai forti venti, dalle onde e disperso dalla corrente, trasportandoli con delle zattere che si costruisce di volta in volta, apprestandosi così a iniziare la propria permanenza sull'isola deserta.
Per prima cosa si costruisce un fortino in cui poter stare al sicuro di notte; comincia a coltivare la terra e a procurarsi i vestiti utilizzando le pelli delle capre selvatiche che paiono pullulare per tutta l'isola; riuscirà più avanti a farle riprodurre e quindi allevarle in gregge.
Tra le prime cose che costruisce vi è anche una grande croce, su cui incide la data del suo arrivo: 30 settembre 1659. A partire da quel momento farà giornalmente una tacca sulla croce come un calendario, così da non perdere la coscienza del tempo che passa.
Su quest'isola rimarrà per ventotto lunghi anni, dodici dei quali passati in assoluta solitudine; tuttavia si adatta facilmente al suo nuovo tipo d'esistenza e riesce a catturare e addestrare per compagnia anche un pappagallo parlante.
Robinson Crusoe decide di annotare in un diario, giorno dopo giorno, tutte le esperienze e avventure da lui vissute: continuerà a scriverlo fino a quando non gli rimarrà una minima parte di inchiostro, il 30 settembre 1660.
Durante una grave malattia, in cui si vede costretto a letto in preda ad una febbre altissima, ha una visione: un uomo discende da una nuvola nera sopra una grande fiamma e gli ricorda che fino a quel momento la sua vita non è mai stata illuminata dalla luce della fede.
Tornato in salute Robinson, che prima d'allora non era mai stato particolarmente religioso, comincia a rafforzare sempre più la sua fede in Dio, ringraziandolo per tutte le cose che riesce a trovare sull'isola. Prende inoltre l'abitudine di leggere ogni mattina almeno una pagina della Sacra Bibbia, unico libro portato con sé.
Dopo dodici anni di isolamento si accorge di non essere solo: un giorno sulla spiaggia scopre infatti un'impronta di un piede più grande del suo e i resti di un banchetto attorno al fuoco.
L'isola è, a quanto pare, il luogo in cui i selvaggi portano i prigionieri di guerra per compiere sacrifici umani e atti di cannibalismo; Robinson, fortemente inorridito da tale pratica, un giorno decide di attaccarli per ucciderli, salvandone uno per renderlo schiavo e che ribattezza "Venerdì" (in ossequio al giorno del loro incontro), insegnandogli la lingua inglese e convertendolo alla fede cristiana attraverso la costante lettura della Bibbia.
Successivamente Robinson salva altre due vittime sacrificali catturate dai cannibali: una è il padre di Venerdì e l'altra uno spagnolo, quest'ultimo informa Robinson che vi sono altri suoi connazionali naufraghi dispersi in tutta l'isola, pertanto il gruppo cerca di escogitare un piano per salvarli.
Proprio a quel punto una nave inglese fa ancoraggio al largo dell'isola; l'equipaggio si è ammutinato e ha deciso di abbandonare il capitano e i due marinai rimastigli fedeli sulla spiaggia, apparentemente disabitata.
Dopo una feroce battaglia contro gli ammutinati, Robinson e i suoi amici riescono a prendere stabile possesso della nave: termina così un esilio durato più di un quarto di secolo.
Il 19 dicembre 1686, Robinson salpa dall'isola e giunge nuovamente a York, in Inghilterra, l'11 giugno dell'anno seguente, dopo ben 35 anni di assenza dall'Europa e dalla sua civiltà.
Da lì s'imbarca con Venerdì per Lisbona, dove riesce a incontrare il capitano portoghese, che gli dà subito un resoconto dettagliato della situazione delle proprie piantagioni in Brasile. Robinson viene a sapere che gli rimangono solo due sorelle in vita e che i suoi genitori e suo fratello sono morti e, con suo sommo stupore, di essere diventato un uomo molto ricco: grazie alle piantagioni, divenute incredibilmente feconde durante la sua assenza, è riuscito a guadagnare ben 600.000 sterline.
Lungo il trasporto delle sue ricchezze via terra, Robinson e il fedele Venerdì affrontano, attraversando i Pirenei, l'ultima grande avventura: combatteranno un branco di feroci lupi affamati.
Vendute in seguito le sue piantagioni, Robinson investe il patrimonio ricavato per sposarsi e mettere su famiglia (avrà tre figli), ma diverrà presto vedovo.
Nel dicembre 1694, dopo la morte della moglie, decide di tornare nell'isola dove era naufragato, arrivandoci nell'aprile del 1695, ora abitata dalla pacifica colonia di spagnoli, per assumerne il ruolo di governatore per diverso tempo.
Dopo altre avventure non specificate (forse in un resoconto successivo, come dice il finale), il 10 gennaio 1705, a quasi 73 anni, Robinson rimette piede in Inghilterra, dove decide infine di riposarsi e di godersi in pace il resto della sua vita. 

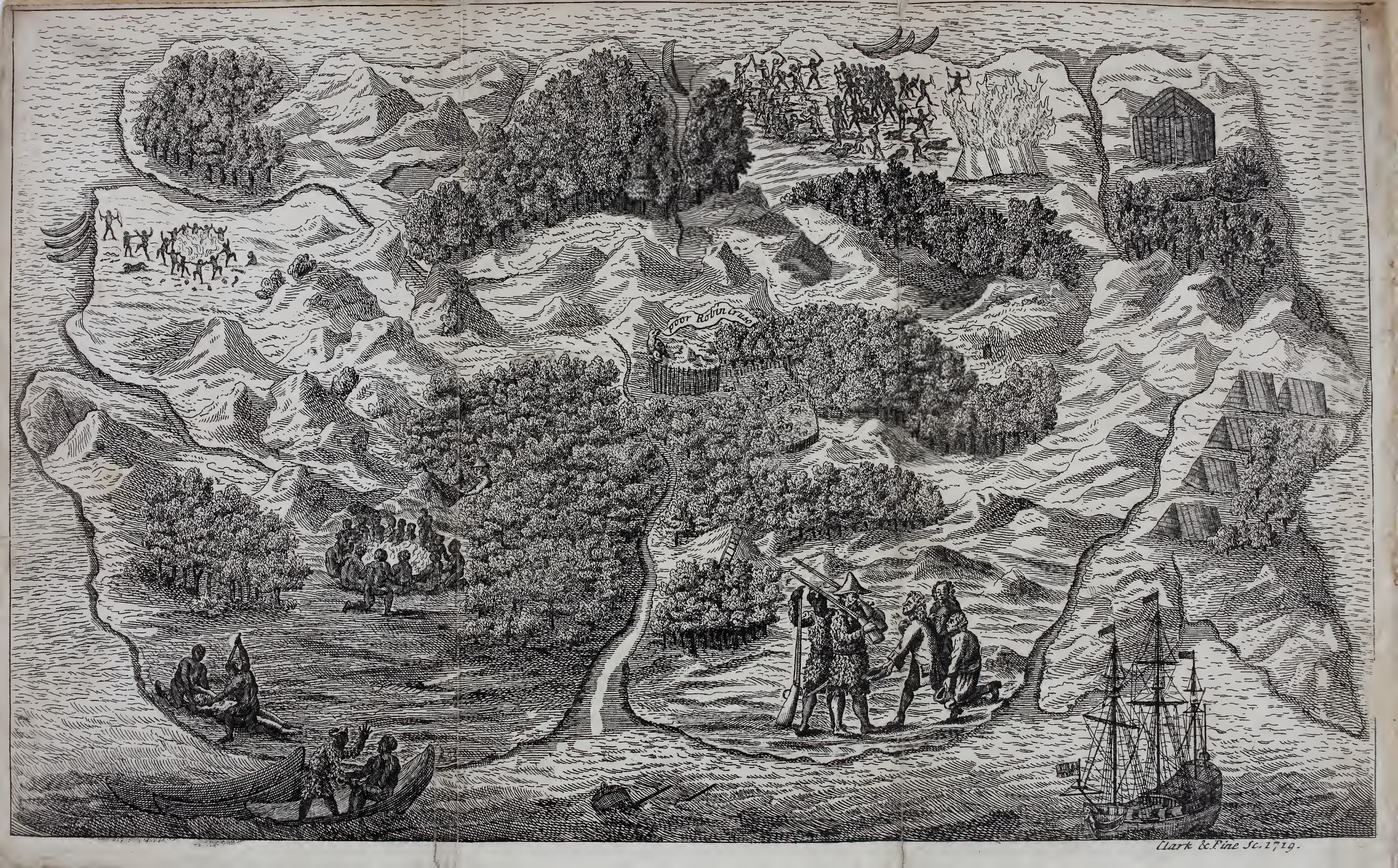
La mappa dell'isola, illustrazione dell'edizione del 1720

## Personaggi
- Robinson (Kreutznaer) Crusoe: un ventenne di famiglia borghese, che naufraga su un'isola deserta.
- Padre di Robinson: un perfetto borghese affetto da gotta che cerca di star lontano dagli eccessi e che cerca d'insegnare (senza successo) a Robinson la gioia della vita tranquilla.
- Xury: giovane arabo compagno di prigionia di Robinson in Marocco. Se lo porta con sé quando fugge, vendendolo poi a un marinaio portoghese.
- Capitano portoghese: Robinson si fa trasportare da lui in Brasile, dopo avergli venduto Xury, con la promessa però di liberarlo non appena questi si fosse convertito alla verità cristiana o dopo 10 anni di servizio.
- Venerdì: il ragazzo selvaggio salvato da Robinson mentre stava per esser sacrificato in un rituale di cannibalismo.
- Padre di Venerdì: salvato dai  cannibali da Robinson e Venerdì.

## Analisi
Defoe riesce a cogliere nel suo romanzo, come motivo universale, il problema dell'uomo solo, davanti alla natura e a Dio, nobilitandolo con la ragione che può, secondo i ricordi cristiani o biblici della creazione, dargli il dominio sulle cose. Defoe descrive in questo libro anche la mentalità inglese del tempo, quella secondo la quale l'uomo bianco è la figura civilizzata e l'uomo nero è il selvaggio. Oltretutto spiega anche il fatto che, all'epoca, l'Inghilterra tendeva a rendere simili a quello inglese tutti i popoli, "civilizzandoli" con la propria lingua e religione.
Ad esempio Robinson Crusoe decide di costruirsi un tavolo, perché: "senza un tavolo non potevo mettermi né a mangiare, né a scrivere, né fare varie altre cose con molto piacere: perciò mi misi al lavoro. E qui devo osservare che poiché la ragione è la sostanza e l'origine della matematica, così squadrando e calcolando ogni cosa con la ragione e giudicandone nel modo più razionale, ogni uomo può, col tempo, diventare padrone di ogni arte meccanica".
Sulla falsariga di Prospero, le osservazioni di Robinson Crusoe lo portano ad aprire il libro della natura al quale Galileo Galilei prima e i sensisti dopo attingeranno per scoprire le leggi che reggono l'universo e che quindi lo controllano.
Ma nell'affrontare la natura, che non sempre gli è favorevole, Robinson comincia a porsi i grossi problemi dell'anima, dell'essere e del non essere, della vanità del mondo e del valore della meditazione e della solitudine, della salvezza e della provvidenza. È un percorso parallelo a quello della sopravvivenza fisica, che cambierà radicalmente Robinson.

### Il contesto sociale
A questi concetti fa da sfondo il carattere dell'illuminismo inglese e soprattutto il carattere dell'epoca in cui visse l'autore, legata all'ascesa della borghesia mercantile puritana emergente, grazie all'espansione della colonizzazione e dei traffici marittimi. I valori borghesi sono esaltati in questo romanzo: laboriosità, spirito di iniziativa e di sacrificio, intelligenza, intraprendenza.
La fiducia nella ragione inserisce l'opera nell'ambito dell'Illuminismo. Il lavoro è il mezzo con cui l'uomo diventa proprietario legittimo delle cose che crea o che cura. Per quanto concerne poi l'ambito religioso, si può riconoscere una religiosità legata al puritanesimo nel fatto che per Robinson esiste un limite all'accumulo dei beni segnato dal loro valore nell'uso, dalla funzione che svolgono per soddisfare necessità e moderati piaceri, limite rispettato anche attraverso lo scambio (che Robinson rimpiange di non poter effettuare) con i beni prodotti da altri, dato che il lavoro è un'attività prevalentemente sociale.
La fede sostanzialmente ottimistica nella provvidenza ha origine nell'educazione puritana di Defoe il quale si trova in una situazione che esalta il suo individualismo: egli può contare solo sulle proprie forze, sulla propria intelligenza, sul proprio coraggio. Il racconto di Defoe sembra quindi voler riflettere la mentalità individualistica che è alla base della società borghese e capitalistica che in Inghilterra sta evolvendo.
Quanto al rapporto uomo-natura, Robinson lotta per piegare la natura alle sue esigenze, e trova la propria dignità nel dominio di un ambiente selvaggio, lontano dalla realtà dell'uomo occidentale del 1700.
Pur senza negare questi lati controversi del personaggio Crusoe, fortemente criticato da James Joyce che lo lesse come manifesto dell'utilitarismo, è comunque necessario ricordare che (come accade nelle pseudo-autobiografie) chi dice "io" (Robinson) non è l'autore. L'autore è Defoe, e le sue simpatie vanno a Venerdì per la sua bontà ma anche intelligenza. Egli, archetipo del buon selvaggio fu preso a modello dallo stesso Jean-Jacques Rousseau a cui ispirò in parte le teorie pedagogiche dell'Émile.
Nelle intenzioni dell'autore il personaggio di Venerdì appare in una luce molto positiva, soprattutto quando è confrontato a Robinson: Robinson entusiasma per le sue avventure e, se il suo carattere ci appare piatto e un po' calcolatore, è perché manca della spontaneità e delle emozioni di Venerdì. Che dire della meraviglia di Robinson per le astuzie di Venerdì, che incanta un orso scagliatosi per aggredirli, facendolo ballare solo per colpirlo al momento giusto? Robinson non presupponeva tanta astuzia da un "selvaggio", ma Defoe sì.

## La fortuna del romanzo

### L'ispirazione
Il romanzo, che Defoe scrisse spinto dalla necessità di finanziare il matrimonio di sua figlia Costa, prende ispirazione da un fatto vero accaduto al marinaio scozzese Alexander Selkirk che aveva trascorso quattro anni e quattro mesi in solitudine su una delle Isole Juan Fernández. La vicenda era stata narrata da Rogers e pubblicata qualche anno prima. Sono molti i punti di contatto tra le due storie. L'isola su cui Selkirk visse, Más a Tierra, è stata poi chiamata "Isola Robinson Crusoe".

### Il canovaccio
Quando Defoe presentò, come era abitudine a quei tempi, al libraio William Taylor, il canovaccio della trama, ne ottenne la commissione per un romanzo di trecentocinquanta pagine, redatto sotto forma di diario di un naufragio.

### Il successo
Il libro totalmente inventato ottenne immediatamente un grande successo e divenne il primo best seller in edizione a basso costo. Tra aprile e agosto uscirono quattro edizioni e, poco dopo, l'autore scrisse due seguiti con The Further Adventures of Robinson Crusoe (Ulteriori avventure di Robinson Crusoe) e Serious Reflections (Riflessioni serie, 1720), accolti con entusiasmo anche maggiore sebbene giudicati di minor pregio artistico.
Jean-Jacques Rousseau ne fa un caposaldo nel suo ideale di educazione tracciato nell'Émile: «Dal momento che abbiamo assolutamente bisogno di libri, uno ne esiste che costituisce, a parer mio, il più felice trattato di educazione naturale. Questo libro sarà il primo che il mio Emilio leggerà; per lungo tempo formerà da solo tutta la sua biblioteca e sempre vi occuperà un posto di rilievo […] Qual è dunque questo meraviglioso libro? È Aristotele? È Plinio? È Pitagora? No: è Robinson Crusoe»; e ancora «Questo romanzo, sbarazzato di ogni parte superflua, racchiuso tra il naufragio di Robinson presso la sua isola e l'arrivo del vascello liberatore, sarà per Emilio materia d'istruzione e insieme di svago per tutta l'epoca di cui ci stiamo occupando […] Voglio che impari nei minuti particolari, e non dai libri ma dalle cose stesse, ciò che bisogna fare in simili circostanze. Pensi di essere egli stesso Robinson e si veda vestito di pelli, con un gran berretto in testa, uno sciabolone al fianco e tutto il grottesco equipaggiamento del protagonista, a parte il parasole, di cui non avrà bisogno».
William Wordsworth e Samuel Taylor Coleridge, iniziatori del movimento romantico inglese lo commentarono con entusiasmo. Karl Marx profondamente critico delle divisioni di classe e delle ineguaglianze generate dall'accumulazione del capitale, lo esaminò in chiave sociologica e la sua lettura influenzò la stesura di Das Kapital (Il Capitale).
Il libro, che può essere considerato un capostipite del moderno romanzo d'avventura, oltre alla geniale struttura narrativa e alle interessanti tematiche sottintese, deve il suo successo anche al grande entusiasmo che tutto l'Occidente aveva all'epoca per immagini e racconti di ambientazione esotica. Non a caso negli anni successivi fu seguito da numerose storie di naufraghi, tanto che già nell'Ottocento si potevano annoverare tra gli scritti, oltre duecento "Robinson" (vedi Robinsonata).
Secondo Walter Allen, uno dei maggiori critici inglesi e Mario Praz con lui, per quanto il pubblico e la critica abbiano fatto giustizia alla grandezza dell'opera, "si nota frequentemente tra coloro che lo hanno criticato un certo sarcasmo; in essi le lodi sono sempre velate da riserve: in ciò si può soltanto constatare la presenza di quell'antico disprezzo di classe espresso da Jonathan Swift quando questi lo chiamò "quel tipo messo alla gogna, mi dimentico come si chiama" (The English Novel). Un genere di parvenu, arrivato al successo dalla completa oscurità, un fallito commerciante di stoffe venuto alla ribalta col giornalismo d'assalto, avverso, come molti whig alla religione anglicana di Stato e ribelle alla corona. Ma è incontestabile che senza lo sviluppo di quelle tecniche giornalistiche che Defoe apprese dalla vita di strada il moderno romanzo inglese avrebbe difficilmente visto la luce.
Per Robert Louis Stevenson, che se ne occupò nell'ambito delle sue indagini sul romanzo, «Robinson Crusoe è tanto realistico quanto romantico; entrambe le qualità sono spinte all'estremo e nessuna delle due ne soffre».
Edgar Allan Poe ne ha invece lodato lo stile realistico sottolineando inoltre come lo stato di perfetto isolamento del protagonista sia un argomento intrinsecamente interessante.

### Le trasposizioni cinematografiche
Dal libro sono state tratte numerose trasposizioni cinematografiche, per la verità non tutte sempre pertinenti e/o aderenti al testo letterario.
La prima in assoluto fu quella del film Les aventures de Robinson Crusoé, realizzato nel 1902 - ovvero agli albori del cinema - dal regista Georges Méliès.
Tra le altre versioni realizzate si ricordano qui:
- Le avventure di Robinson Crusoe diretto da Luis Buñuel (Las aventuras de Robinson Crusoe, Messico-Stati Uniti, 1954);
- Il naufrago del Pacifico di Jeff Musso e Amasi Damiani (Italia-Francia, 1962).
- Le avventure di Robinson Crusoe di Jean Sacha (1964), serie televisiva di produzione francese, trasmessa anche in Italia nel 1965 per la TV dei ragazzi.
- S.O.S. Naufragio nello spazio (Robinson Crusoe on Mars, Stati Uniti, 1964) di Byron Haskin. Versione fantascientifica del romanzo.
- Il comandante Robin Crusoe (Lt. Robin Crusoe, U.S.N., Stati Uniti, 1966) di Byron Paul. Versione moderna del romanzo è uno degli ultimi film scritti e prodotti in vita da Walt Disney in persona.
- Robby di Ralph C. Bluemke (1968). È rilettura in chiave moderna del romanzo.
- Il signor Robinson, mostruosa storia d'amore e d'avventure di Sergio Corbucci (1976), interpretato da Paolo Villaggio, che costituisce una parodia e accesa critica alla società di consumo.
- Robinson Crusoe - La storia vera di Caleb Deschanel (Crusoe, Regno Unito, 1989) che si avvicina di più al romanzo di Michel Tournier che a quello di Defoe.
- Robinson Crusoe, girato a quattro mani nel 1997 dai cineasti Rod Hardy e George Miller fu immesso nel circuito cinematografico solo tre anni dopo; vede l'attore Pierce Brosnan nella parte dell'eroe defoeiano.
- Robinson Crusoe, film d'animazione franco-belga del 2016, per la regia di Vincent Kesteloot e Ben Stassen, dalla trama ispirata molto liberamente al romanzo e raccontata dal pappagallo Martedì.

### Le trasposizioni televisive
- Le avventure di Robinson Crusoe, serie televisiva realizzata nel 1964 per la televisione francese e trasmessa in vari Paesi, fra i quali anche l'Italia (nel 1965, per la TV dei ragazzi).
- Robinson Crusoe, mediometraggio d'animazione televisivo del 1972 prodotto in Australia per la CBS.
- Crusoe, serie televisiva in 13 episodi trasmessa nella stagione 2008-2009 dalla NBC, e anche in Italia nel 2012.
- La serie TV anime Flo la piccola Robinson è liberamente ispirata al romanzo.

## Edizioni
- (EN) Daniel Defoe, Robinson Crusoe, London, Bickers and Bush, 1862. URL consultato il 12 aprile 2015.
- (EN) Daniel Defoe, Robinson Crusoe. 1, New York, George D. Sproul, 1908. URL consultato il 12 aprile 2015.
- (EN) Daniel Defoe, Robinson Crusoe. 2, New York, George D. Sproul, 1908. URL consultato il 12 aprile 2015.
- (EN) Daniel Defoe, Robinson Crusoe. 3, New York, George D. Sproul, 1908. URL consultato il 12 aprile 2015.
- (EN) Daniel Defoe, Robinson Crusoe, Hertford, Wordsworth Classics, 1993.

### Traduzioni italiane
Nell'adattamento popolare in lingua italiana, il romanzo riportava in passato il titolo Robinson Crusoè (pronuncia /robinˈsɔŋ kruzoˈɛ*/), in passato comune anche nei libri. 
- trad. anonima, 2 volumi, Venezia, Domenico Occhi in Merceria all'Unione, 1730-31  SBN VEAE011550.
- trad. Gaetano Barbieri, 1838-39
- trad. M. Paronelli, Milano, Vallardi, 1923
- trad. Ida Aliberti, Torino, STEN, 1920; Società Subalpina Editrice, 1940
- trad. Luciana Segreto Amadei, Roma, Belardetti, 1944
- trad. Bice Vettori, Firenze, Marzocco,
- trad. Oriana Previtali, BUR, Milano, Rizzoli, 1950; Mondadori, 2018
- trad. Eugenio Frontale, Collezione Corticelli, Mursia, 1963
- trad. Lodovico Terzi, Milano, Adelphi, 1963
- trad. Antonio Meo, Collana I Millenni, Torino, Einaudi, 1963
- trad. Alfredo Rizzardi, Firenze, Sansoni, 1965; De Agostini
- trad. Franco Prattico, Roma, Editori Riuniti, 1965; Roma, Newton Compton, 2004-2016; Hachette, 2022
- trad. Riccardo Mainardi, Milano, Garzanti, 1976
- trad. Licia Brustolin, Sesto San Giovanni, Peruzzo, 1986
- trad. Stanislao Nievo, Firenze, Giunti, 1991
- trad. Alberto Cavallari, Milano, Feltrinelli, 1993
- trad. A. Strada, Nord-Sud, 2010
- trad. E. Fusa, Milano, Dalai, 2011.
- trad. Flavio Santi, a cura di Riccardo Capoferro, postfazione di Virginia Woolf, illustrazioni di Grandville, Milano, BUR-Rizzoli, 2022, ISBN 978-88-171-6419-1.
- trad. Alfredo Rizzardi, a cura di Dario Pontuale, con uno scritto di Eugenio Montale, Nutrimenti, Roma, 2019.